# Liste der Kulturdenkmale in Marth
Die Liste der Kulturdenkmale in Marth umfasst die als Ensembles, Einzeldenkmale und Bodendenkmale erfassten Kulturdenkmale in der thüringischen Gemeinde Marth und ihrer Ortsteile (Stand: 11. Februar 2025).
Die Angaben in der Liste ersetzen nicht die rechtsverbindliche Auskunft der zuständigen Denkmalschutzbehörde.

## Legende
- Bild: zeigt ein Bild des Kulturdenkmals und gegebenenfalls einen Link zu weiteren Fotos des Kulturdenkmals im Medienarchiv Wikimedia Commons
- Bezeichnung: Name, Bezeichnung oder die Art des Kulturdenkmals
- Lage: Wenn vorhanden Straßenname und Hausnummer des Kulturdenkmals; Grundsortierung der Liste erfolgt nach dieser Adresse. Der Link Karte führt zu verschiedenen Kartendarstellungen und nennt die Koordinaten des Kulturdenkmals.
 Kartenansicht, um Koordinaten zu setzen – in dieser Kartenansicht sind Kulturdenkmale ohne Koordinaten mit einem roten bzw. orangen Marker dargestellt und können in der Karte gesetzt werden. Kulturdenkmale ohne Bild sind mit einem blauen bzw. roten Marker gekennzeichnet, Kulturdenkmale mit Bild mit einem grünen bzw. orangen Marker.
- Datierung: gibt das Jahr der Fertigstellung beziehungsweise das Datum der Erstnennung oder den Zeitraum der Errichtung an
- Beschreibung: bauliche und geschichtliche Einzelheiten des Kulturdenkmals, vorzugsweise die Denkmaleigenschaften
- ID: Die ID identifiziert das Kulturdenkmal eindeutig. In Thüringen sind aktuell keine IDs veröffentlicht. In der ID-Spalte kann sich auch folgendes Icon  befinden, dies führt zu Angaben zu diesem Kulturdenkmal bei Wikidata.

## Einzeldenkmale
| Bild                                    | Bezeichnung                                                                       | Lage                                                                      | Datierung | Beschreibung | ID |
| --------------------------------------- | --------------------------------------------------------------------------------- | ------------------------------------------------------------------------- | --------- | ------------ | -- |
| Direkt Bild zu diesem Denkmal hochladen | Hofanlage / Kastanienhof                                                          | Am Rusteberg 21 Flur 1 / Flurstück(e) 338/19                              |           |              |    |
| Direkt Bild zu diesem Denkmal hochladen | Gedenkstein                                                                       | Am Rusteberg o. Nr. Flur 1 / Flurstück(e) 233/25                          |           |              |    |
| Direkt Bild zu diesem Denkmal hochladen | Bildstock / St. Anna                                                              | B80 o. Nr. Flur 2 / Flurstück(e) 55/4                                     |           |              |    |
| Direkt Bild zu diesem Denkmal hochladen | Obelisk mit Baumpaar / Hundestein                                                 | B80 o. Nr. Flur 3 / Flurstück(e) 73                                       |           |              |    |
| weitere Bilder Fotos hochladen          | Meierei mit Wirtschaftsgebäude und Einfriedung                                    | Bergstraße 2 Flur 1 / Flurstück(e) 858/331                                |           |              |    |
| Direkt Bild zu diesem Denkmal hochladen | Gehöft                                                                            | Bergstraße 29 Flur 1 / Flurstück(e) 253                                   |           |              |    |
| Direkt Bild zu diesem Denkmal hochladen | Gasthaus / Zum Rusteberg                                                          | Bergstraße 4 Flur 1 / Flurstück(e) 330                                    |           |              |    |
| Direkt Bild zu diesem Denkmal hochladen | Hofanlage                                                                         | Bergstraße 7 Flur 1 / Flurstück(e) 241/1, 635/242                         |           |              |    |
| Direkt Bild zu diesem Denkmal hochladen | Wohnhaus mit Torbau                                                               | Bergstraße 9 Flur 1 / Flurstück(e) 243                                    |           |              |    |
| Direkt Bild zu diesem Denkmal hochladen | Brücke / Leinebrücke                                                              | Hessenau o. Nr. Flur 4 / Flurstück(e) 20                                  |           |              |    |
| Direkt Bild zu diesem Denkmal hochladen | Wohnhaus                                                                          | Kirchgasse 2 Flur 1 / Flurstück(e) 232/1                                  |           |              |    |
| weitere Bilder Fotos hochladen          | Kirche mit Ausstattung, Kirchhof und Treppenanlage / Kath. Pfarrkirche St. Ägidii | Kirchgasse o. Nr. Flur 1 / Flurstück(e) 72/3 (Karte)                      |           |              |    |
| Direkt Bild zu diesem Denkmal hochladen | Kreuzweg und Mariengrotte                                                         | Kirchgasse o. Nr. Flur 1 / Flurstück(e) 667/55, 56, 54, 82/7, 53          |           |              |    |
| Direkt Bild zu diesem Denkmal hochladen | Bildstock                                                                         | Kirchgasse o. Nr. bei der Kirche Flur 1 / Flurstück(e) 72/3               |           |              |    |
| weitere Bilder Fotos hochladen          | Schloss mit Ausstattung, Einfriedung, Futtermauer und Park / Schloss Rusteberg    | Rusteberger Straße o. Nr. Flur 2 / Flurstück(e) 22/11, 24/5, 25/9 (Karte) |           |              |    |
| weitere Bilder Fotos hochladen          | Burgruine und Kapelle / Burgruine Rusteberg mit Kapelle St. Michaelis             | Flur 1 / Flurstück(e) 51/21, 51/28 (Karte)                                |           |              |    |
| Direkt Bild zu diesem Denkmal hochladen | Distanzstein / Lahmer Frosch                                                      | B 80, Abzweig Marth, Miwepa Flur 3 / Flurstück(e) 59/2                    |           |              |    |

## Bodendenkmale
| Bild                                    | Bezeichnung                                  | Lage | Datierung | Beschreibung | ID |
| --------------------------------------- | -------------------------------------------- | --- | --------- | ------------ | -- |
| Direkt Bild zu diesem Denkmal hochladen | Bodendenkmal / Wallanlagen auf dem Rusteberg | Auf Berg und im Bergsattel unterhalb der Befestigung im Bereich des Krankenhauses. Flur 1 / Flurstück(e) 49, 51/15-16; 51/18; 51/22-24, 51/17, 51/21, 51/25; 51/27, 51/26; 51/28 |           |              |    |